# Peterselie (geslacht)
Peterselie (Petroselinum) is een geslacht uit de schermbloemenfamilie (Umbelliferae of Apiacaeae). De botanische naam Petroselinum is afkomstig van het Oudgriekse πέτρος, petros = steen/rots en σέλινον, selinon = selderij. Het geslacht telt één soort die voorkomt op het Balkanschiereiland en in Noordwest-Afrika.
In België en Nederland komen de volgende soorten in het wild voor:
- Peterselie (Petroselinum crispum)

Deze plant is bekend vanwege de toepassingen in de keuken.

## Soorten
- Petroselinum crispum (Mill.) Fuss - Peterselie